# هواگردهای آب‌نشین

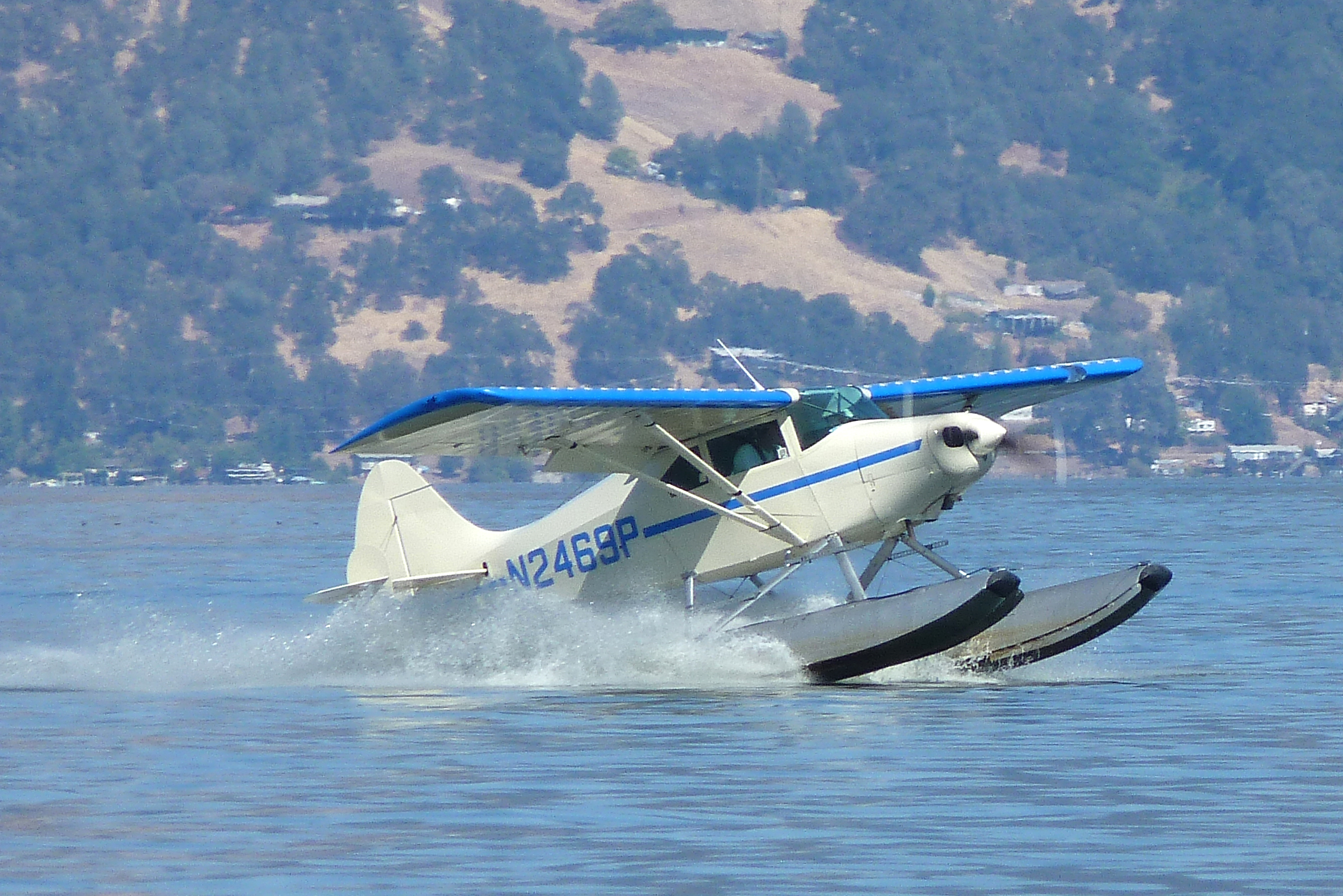
یک فروند هواپیمای سبک پایپر در حال تیک‌آف

هواپیمای آب‌نشین دارای ارابه فرود، (به انگلیسی: Floatplane) گونه‌ای از هواپیمای آب‌نشین که برای نشستن بر روی سطح آب، از دوپایه به شکل محفظه هوا استفاده می‌کند که مسئولیت شناور نگه‌داشتن هواپیما که با استفاده از آن قادر خواهد بود بدون اینکه بدنه اصلی با سطح آب در تماس باشد، بر روی آب فرود بیاید. در بعضی موارد، با تغییراتی بر روی ارابه‌های فرود اینگونه از هواپیماها، آنها را قادر می‌سازند تا بر روی زمین هم فرود آیند که به اینگونه از هواپیماها، هواپیمای آبی خاکی گفته می‌شود.